# کارمن باسیلی.
کارمن باسیلی. (انگلیسی: Carmen Basilio; ۲ آوریل ۱۹۲۷ – ۷ نوامبر ۲۰۱۲) بوکسور اهل ایالات متحده آمریکا بود.